# Adam Morgan
Adam Joseph Morgan, född 21 april 1994 i Liverpool, England, är en engelsk fotbollsspelare som spelar i Liverpool FC.
Adam Morgan är produkt från Liverpool FC:s egna ungdomsled. Morgan följde med förstalaget till försäsongturnén i USA till säsongen 2012-2013 där han gjorde mål mot Toronto FC. Adam Morgan gjorde sin debut i Europa League mot FC Gomel i 1-0-vinsten på bortaplan. I returmötet startade han matchen på Anfield men lyckades inte göra mål. 
Morgan spelar också i engelska u19-landslaget.